# Chika Chukwumerije
Chika Chukwumerije (n. 30 decembrie 1983, Lagos, Statul Lagos, Nigeria) este un taekwondist ce a reprezentat Nigeria, medaliat olimpic. A participat la 3 ediții ale Jocurilor Olimpice (2004, 2008, 2012) în care a câștigat o medalie de bronz.